# Abortus in Nederland

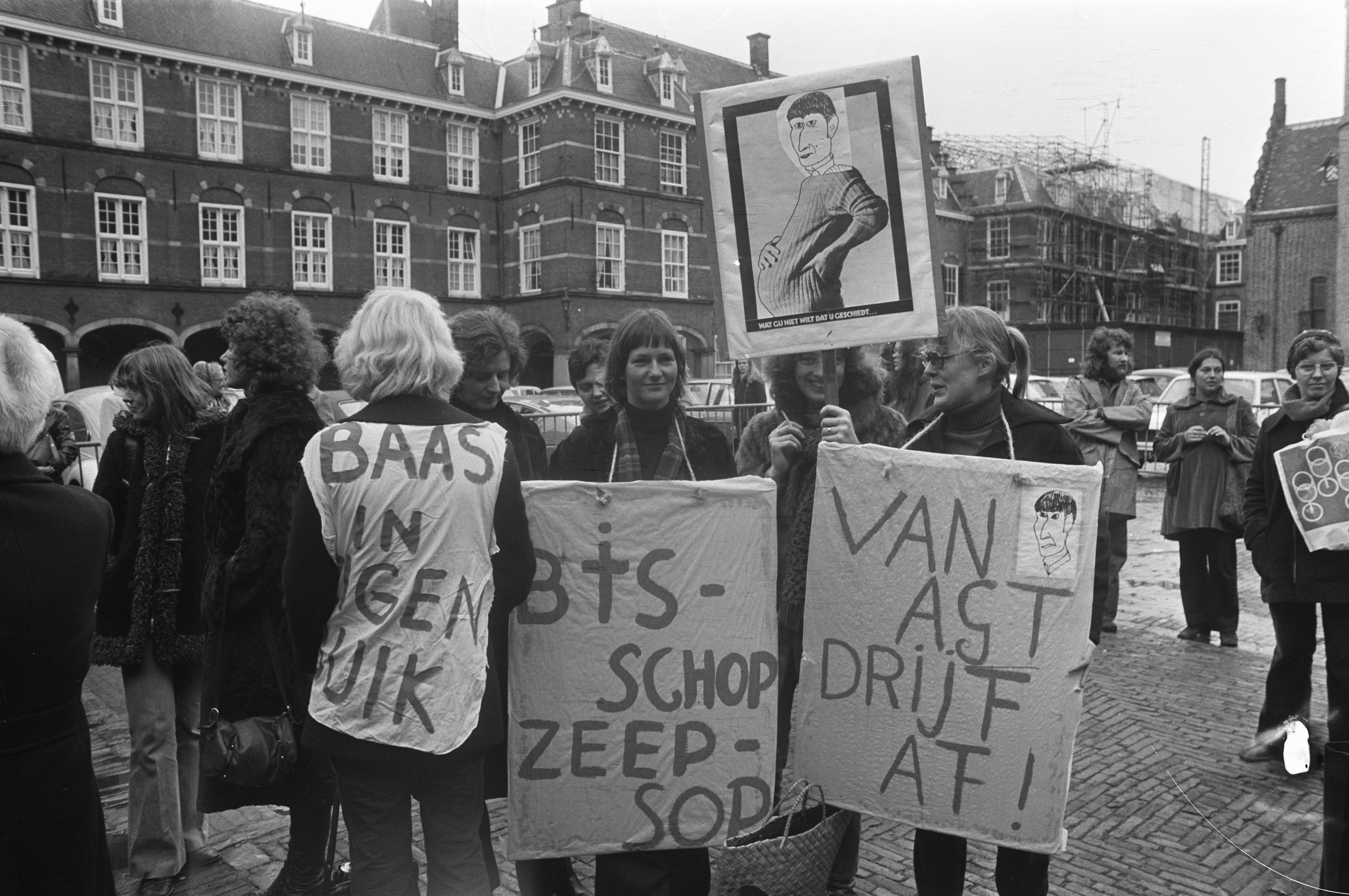
Demonstratie op het Binnenhof met teksten als 'Baas in eigen buik' en 'Van Agt drijft af' (1974). Foto: Hans Peters

Onder abortus in Nederland wordt verstaan het op wens van een zwangere vrouw afbreken van een zwangerschap. Dit is onder bepaalde voorwaarden officieel toegestaan en wordt als medische zorg aangeboden in gespecialiseerde klinieken en ziekenhuizen. De kosten kunnen worden vergoed vanuit de Wet Langdurige Zorg (WLZ).
De ingreep is eeuwenlang verboden geweest op religieuze, sociale en/of wettelijke gronden. Sinds 1984 is abortus in Nederland, door het toevoegen van uitzonderingen in het Wetboek van Strafrecht, legaal bij een zwangerschap beneden de duur van 24 weken. Aan deze wetswijziging gingen jaren van uitgebreide maatschappelijke discussies in meerdere ronden vooraf en het illegaal uitvoeren van abortus in de medische praktijk. In Nederland worden verschillende religies en religieuze stromingen aangehangen waarbinnen het afbreken van een zwangerschap als verwerpelijk wordt gezien, religieuze regels hebben in Nederland echter geen kracht van wet en kunnen niet met juridische middelen worden afgedwongen of gehandhaafd. Het onder druk zetten van een vrouw of stel om geen abortus te kiezen, door bijvoorbeeld dreigementen of het toepassen van geweld (eigenrichting), is strafbaar.

## Geschiedenis
Het voorkomen en (laten) ondergaan van abortus is iets dat al is overgeleverd uit oud-Griekse culturen. Ook in Nederland kent abortus, de hulpverlening daarbij en de discussies er over, een lange geschiedenis. De schrijver Joost van den Vondel sprak van 'duyvels die de vrucht haers lichaems niet beschermen'.
In 1881 maakte de invoer van een nieuw Wetboek van Strafrecht, onder leiding van de conservatief-liberale regering-Van Lynden Van Sandenburg, abortus op medische indicatie mogelijk. Er was weliswaar een verbod op abortus in opgenomen maar met een uitzondering voor vrouwen die om medische gronden geholpen moesten worden. Het tentoonstellen van 'middelen ter voorkoming of verstoring van zwangerschap' werd ook verboden. Het vervolgingsbeleid in de praktijk was echter niet streng.

### Zedelijkheidswet
De Zedelijkheidswet van 20 mei 1911, ter bestrijding van de zedeloosheid en beteugeling van de speelzucht, verscherpte de strafbaarstelling van abortus provocatus (een miskraam als gevolg van ingrijpen) door de toevoeging van artikel 251 bis aan het Wetboek van Strafrecht. Een gevangenisstraf van ten hoogste drie jaren of een geldboete van ten hoogste drieduizend gulden was de straf voor "hij die eene vrouw in behandeling neemt of eene behandeling doet ondergaan, uitdrukkelijk of stilzwijgend te kennen gevende, dat daardoor eene miskraam kan worden opgewekt". Indien de dader het plegen van abortus als beroep uitoefende, konden de straffen met een derde verhoogd worden en kon de dader uit het beroep worden ontzet. Het verbod had geen merkbare invloed op de abortuspraktijk.
Hoewel abortus ook vóór 1911 strafbaar was onder het Wetboek van Strafrecht (artikelen 295–298), werd het zelden vervolgd. De belangrijkste oorzaak hiervan was dat zwangerschapsafbrekingen zelden bij de autoriteiten werden gemeld, mede door sociale schaamte en de heersende zwijgcultuur. Naast abortus werden ook voorlichting rond anticonceptie en de verkoop van anticonceptiemiddelen verboden. Huisartsen vermeden het onderwerp en anticonceptie werd op de medische faculteiten niet onderwezen. Artsen waren op grond van de wetgeving strafbaar. Abortussen werden veelal uitgevoerd door zogeheten 'engeltjesmakers' oftewel amateur-aborteurs die verschillende voor de vrouw gevaarlijke en meestal onwerkzame methoden gebruikten zoals het inspuiten van zeepsop of het inbrengen van breinaalden. Er traden veel complicaties op: infecties, bloedvergiftiging, weefselschade in de baarmoeder en soms luchtembolie. Hoogleraar gynaecologie Pieter Treffers ontdekte dat alleen al in de stad Amsterdam jaarlijks ruim 2000 illegale abortussen werden uitgevoerd.:8:04

### Emancipatie van de vrouw

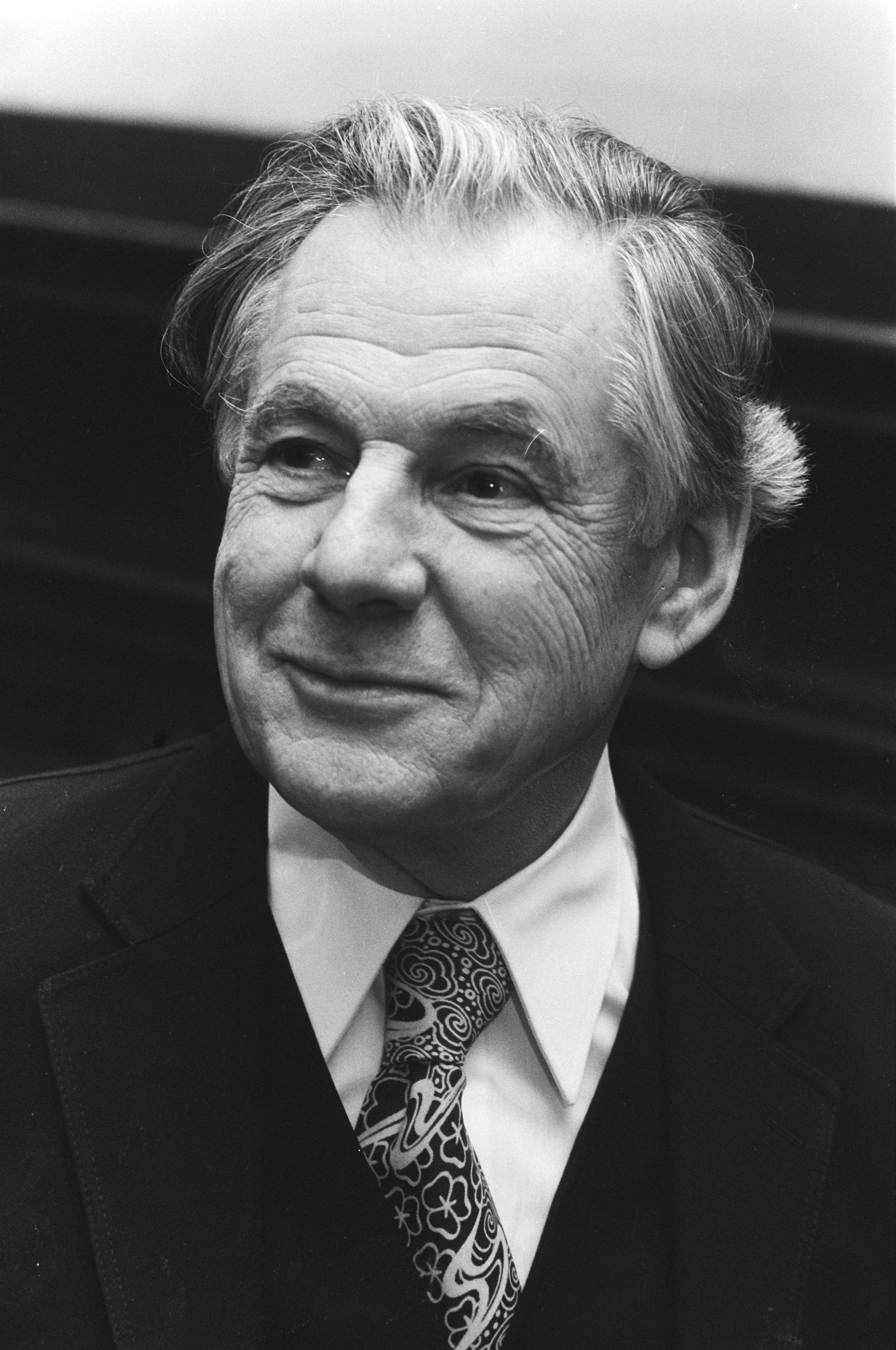
Professor gynaecologie Ted Kloosterman

Een publicatie in 1949 in het Nederlands Tijdschrift voor Geneeskunde van twee vrouwelijke artsen over voorbehoedmiddelen leidde tot meer dan 180 ingezonden brieven van huisartsen die ernstig in hun gevoelens waren aangetast. Verdere artikelen over anticonceptie bleven hierna uit. In 1962 werden ten minste 25.000 abortussen in Nederland uitgevoerd; 70 amateur-aborteurs werden er dat jaar veroordeeld.:12:27 Aan illegale abortussen overleden in Nederland 20 à 30 vrouwen per jaar, terwijl vele anderen gehandicapt raakten doordat hun bekken zo was ontstoken dat ze niet meer konden lopen en de rest van hun leven in een rolstoel moesten voortbewegen.:10:28
In de jaren '60 kwam een maatschappelijke discussie op gang over abortus. Op 9 mei 1967 verklaarde professor gynaecologie Gerrit Jan "Ted" Kloosterman in een televisieprogramma dat hij in welbepaalde gevallen bereid zou zijn om een abortus uit te voeren: 'Het enige motief wat ik dus eigenlijk kan zien om een zwangerschap af te breken, dat is wanneer de draagster van die zwangerschap in een situatie verkeert die je, misschien met een dik woord, zou kunnen omschrijven als een existentiële nood.' De volgende morgen zat de wachtkamer van het Wilhelmina Gasthuis waar Kloosterman werkte vol met vrouwen die allemaal meenden in die situatie te verkeren en hoopten dat de professor hen zou willen helpen; bovendien kwamen er veel telefonische abortusverzoeken binnen. Naar aanleiding hiervan richtte Kloosterman een commissie op van medisch deskundigen die regelmatig tijdens de lunch samenkwam (de 'abortuslunch') om bepaalde gevallen van vrouwen die een abortus hadden verzocht te bespreken en te beoordelen of er medische en sociale omstandigheden waren, die ertoe voerden te besluiten bij hen een abortus uit te voeren.:12:43
Later werden er ook in andere ziekenhuizen vergelijkbare abortuscommissies gevormd, waardoor vrouwen in kleine aantallen door medici konden worden geholpen om hun zwangerschap af te breken. De overgrote meerderheid van abortussen werd echter nog onprofessioneel en op gevaarlijke manieren uitgevoerd. Om de grote vraag naar medisch verantwoorde abortussen aan te kunnen, werden in 1969 de eerste plannen gemaakt voor speciale abortusklinieken.:16:01 Ondertussen had het Verenigd Koninkrijk abortus tot 28 weken gelegaliseerd op 27 april 1968, nadat het parlement het wetsvoorstel op 27 oktober 1967 had goedgekeurd. Hierdoor werd het mogelijk om een legale en medisch verantwoorde abortus te krijgen in Engeland en veel Nederlandse vrouwen en meisjes deden dat ook. Ook Zweden, dat abortus reeds in 1938 had gelegaliseerd, was een door ongewenst zwangere meisjes en vrouwen veelgebruikte bestemming. Een langzaam groter wordende groep huisartsen ondersteunden de idee ook klinieken in Nederland te stichten om het hun patiënten niet nodeloos duur en moeilijk te maken.

### Dolle Mina en Wij Vrouwen Eisen: 'Baas in eigen buik'

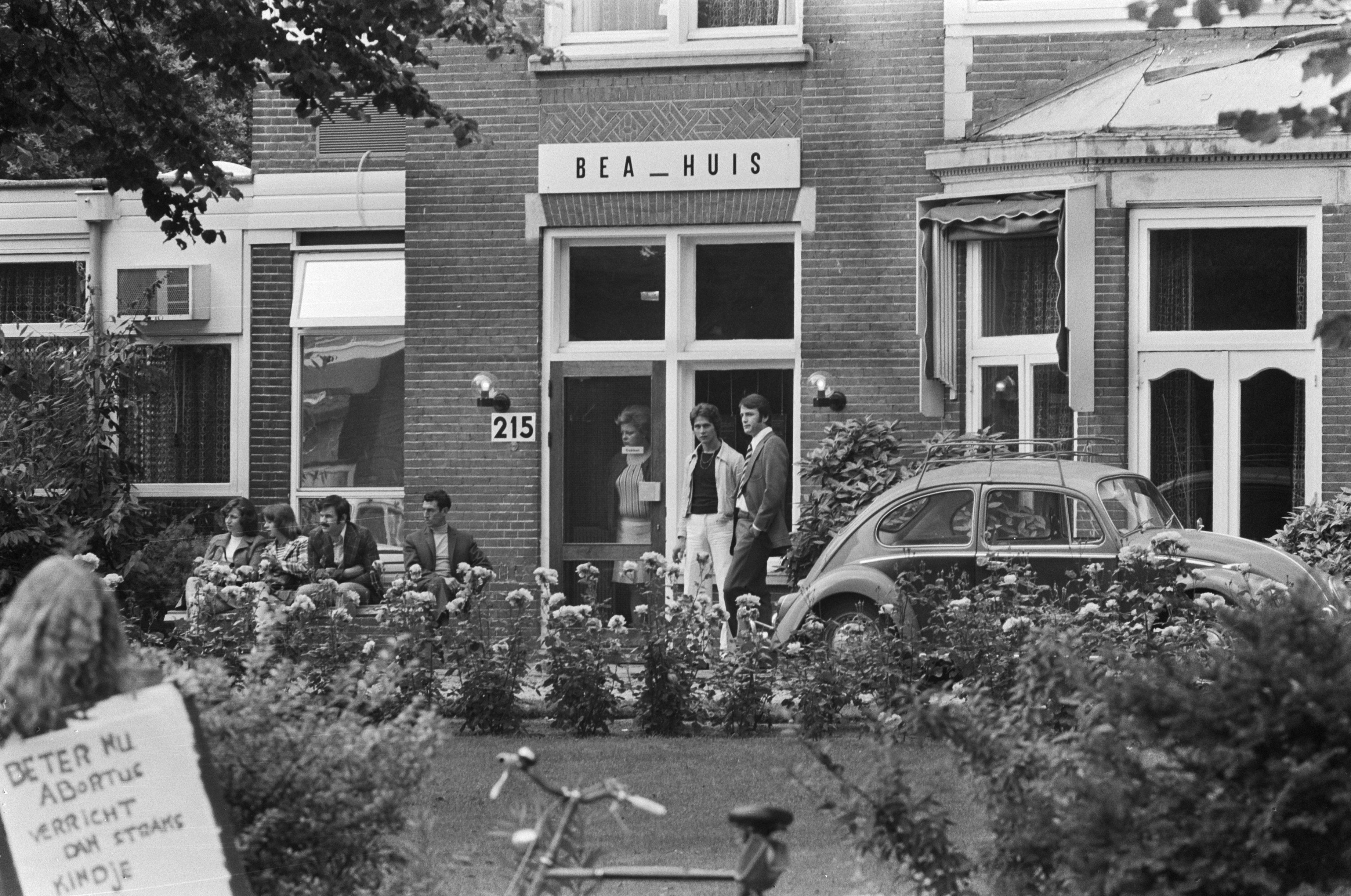
Voor- en tegenstanders van legaliseren abortus bij Bea-huis en Bloemenhovekliniek in Heemstede (1974)

In navolging hiervan kwamen PvdA-kamerleden Jan Lamberts, tevens huisarts, en Hein Roethof in 1970 met een initiatiefwetsvoorstel om strafbaarstelling van onderbreking van zwangerschap te beperken. Abortus diende een zaak te worden van de vrouw waartoe zou kunnen worden overgegaan na overleg door haar met een kundig arts. Het feministische initiatiefwetsvoorstel kreeg echter geen steun van de christelijke en conservatieve partijen die het kabinet-De Jong ondersteunden, bestaande uit de KVP, ARP, CHU en VVD. Na het aantreden van het kabinet-Biesheuvel I in 1971 kwamen KVP-ministers Louis Stuyt en Dries van Agt met een behoudender regeringswetsvoorstel dan dat van Lamberts/Roethof, met veel meer inspraak voor de betreffende arts dan de patiënte. Vooral de zwangerschapsfase en lichamelijke toestand van de foetus waren leidend voor de 'beschermwaardigheid van het nieuwe leven'. Door de vroege val van het kabinet-Biesheuvel I in 1972 werd de behandeling van het wetsvoorstel Stuyt/Van Agt, alsmede een nieuw initiatiefwetsvoorstel Lamberts/Roethof, opgeschort tot na de verkiezingen.
Vanaf 27 februari 1971 begon in Nederland de eerste abortuskliniek illegaal abortus provocatus uit te voeren. Deze inrichting in Arnhem (het Mildredhuis), opgericht door de Stichting Medisch Verantwoorde Zwangerschapsonderbreking (Stimezo), werd in die tijd onder andere door de socialistische omroep VARA gefinancierd. In hetzelfde jaar werd ook de Vereniging ter Bescherming van het Ongeboren Kind (VBOK) opgericht, die ervan uitgaat dat het menselijk leven en aldus tevens het ongeboren kind vanaf de conceptie tot de natuurlijke dood beschermwaardig zijn.

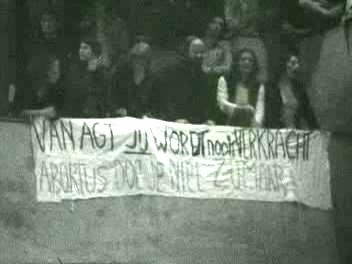
Actie voor legalisatie abortus op verkiezingsbijeenkomst in Nijmegen: "Van Agt, jij wordt nooit verkracht. Abortus doe je niet zomaar."

Tijdens de tweede feministische golf kwam de actiegroep Dolle Mina naar voren, die zich ook inzette voor legalisering van abortus. Met eisen als "baas in eigen buik" en "de vrouw beslist" stelden zij het standpunt aan de orde dat vrouwen het recht zouden moeten hebben op de uitsluitende zeggenschap over haar eigen leven en lichaam, en dus ook over het al dan niet voldragen van een zwangerschap.
Dit leidde in 1976 tot een hernieuwd initiatiefwetsvoorstel van wederom PvdA-kamerleden Lamberts en Roethof, met steun van liberale VVD-kamerleden Aart Geurtsen en Els Veder-Smit, dat werd gesteund door de deelnemers aan de abortusdemonstratie van 1976. Deze wet werd in de Tweede Kamer aangenomen, maar in de Eerste Kamer verworpen, vooral doordat acht conservatieve VVD-senatoren tegenstemden. Een initiatief-wetsontwerp van Til Gardeniers (KVP) en Hannie van Leeuwen (ARP), waarin de strafbaarheid van abortus werd gehandhaafd maar een grotere mogelijkheid werd opengelaten voor uitzonderingen, behaalde geen meerderheid in de Tweede Kamer en kwam daarom niet verder in het parlementaire proces.

### Minister Van Agt sluit abortuskliniek Bloemenhove
Een keerpunt in de ontwikkeling was de dreigende sluiting van de abortuskliniek Bloemenhove in Heemstede in 1976. De toenmalige minister van Justitie, Dries van Agt, wilde de kliniek waar zogeheten "late abortussen" plaatsvonden, op zijn eigen gezag sluiten. Tientallen leden van verschillende vrouwenbewegingen bezetten de kliniek en beletten agenten de toegang. Vervolgens werd in de Tweede Kamer een motie aangenomen waarmee het lot van de Bloemenhovekliniek door een rechter getoetst moest worden. Van Agt wilde zich echter niet aan deze motie houden en bereidde een inval in de Bloemenhovekliniek voor. Na een tip gingen ongeveer driehonderd activisten richting kliniek. Hierdoor werd Van Agt gedwongen de inval af te blazen. Door nog een rechterlijke uitspraak haalde Van Agt bakzeil. De gedoogpraktijken van abortus gingen door, niet alleen in de Bloemenhovekliniek, maar ook in andere klinieken van de Stimezo.

### Legalisatie abortus

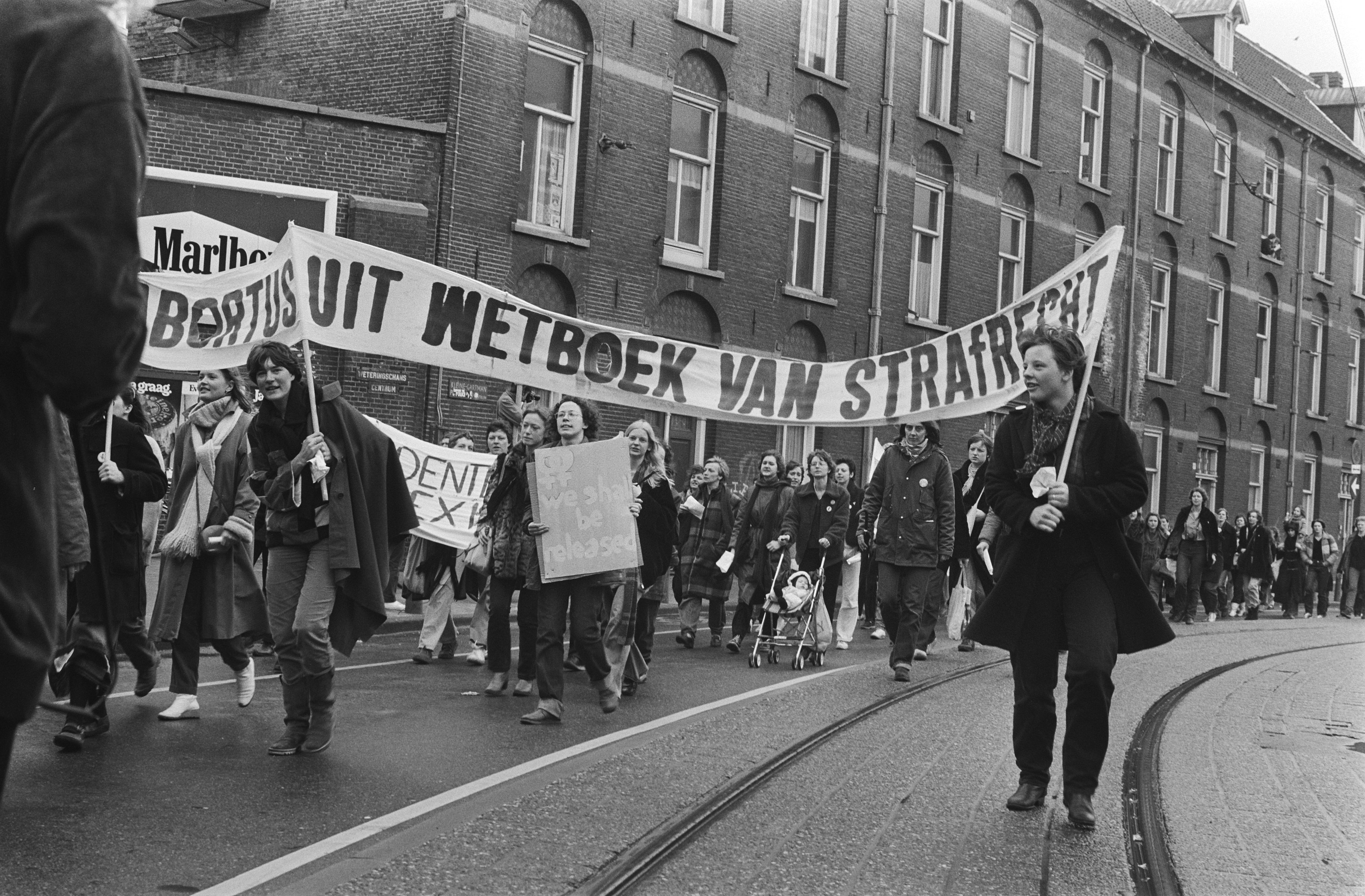
'Abortus uit Wetboek van Strafrecht', demonstratie 8 maart 1981.

In de daarop volgende periode, tijdens het eerste kabinet van Van Agt werd een wetsontwerp van Job de Ruiter (CDA) en Leendert Ginjaar (VVD) in de Tweede Kamer op 18 december 1980 met de kleinst mogelijke meerderheid goedgekeurd (76 stemmen voor, 74 stemmen tegen). In april 1981 werd het ook door de Eerste Kamer met een nipte meerderheid (38 voor, 37 tegen) aangenomen. De Wet afbreking zwangerschap trad in werking op 1 november 1984.

### SGP-leider Van der Staaij: 'Abortus is moord'
Tijdens de Algemene politieke beschouwingen in de Tweede Kamer in 2015 werd gerefereerd aan deze periode en kwam het tot een aanvaring van SGP-leider Kees van der Staaij met D66-leider Alexander Pechtold toen Van der Staaij aangaf dat er opnieuw over de abortuswetgeving moet worden nagedacht: Het is na twaalf weken al een kindje met vingertjes en alles erop en eraan. Van der Staaij citeerde vervolgens de Amerikaanse filosoof en voorstander van abortus Michael Sandel: Als het inderdaad beschermwaardig leven is, is het in feite wel moord wat daar plaatsvindt.. Dat gaat Pechtold te ver: Verschuilt u zich niet achter een Amerikaan. Durf dan zelf te zeggen dat het moord is. En dan vindt u mij tegenover zich, want het is geen moord. Het is het recht van de vrouw. Eerder in 2012 kwam Van der Staaij in het nieuws dat de kans op een zwangerschap bij een verkrachting bij vrouwen klein zou zijn door een afweermechanisme volgens een Amerikaanse politicus. "Dat is een feit, dat dat maar heel weinig gebeurt.". Van der Staaij haalde hierbij een onderzoek aan dat verkrachting in iets meer dan 0,5 procent van de gevallen leidt tot een zwangerschap. Dit is echter weerlegd door ander onderzoek met percentages rond de 6,5-7,5% waaruit blijkt dat onder verkrachtingsslachtoffers zwangerschap relatief zelfs iets vaker voorkomt dan bij vrijwillige seks.

## Wetgeving

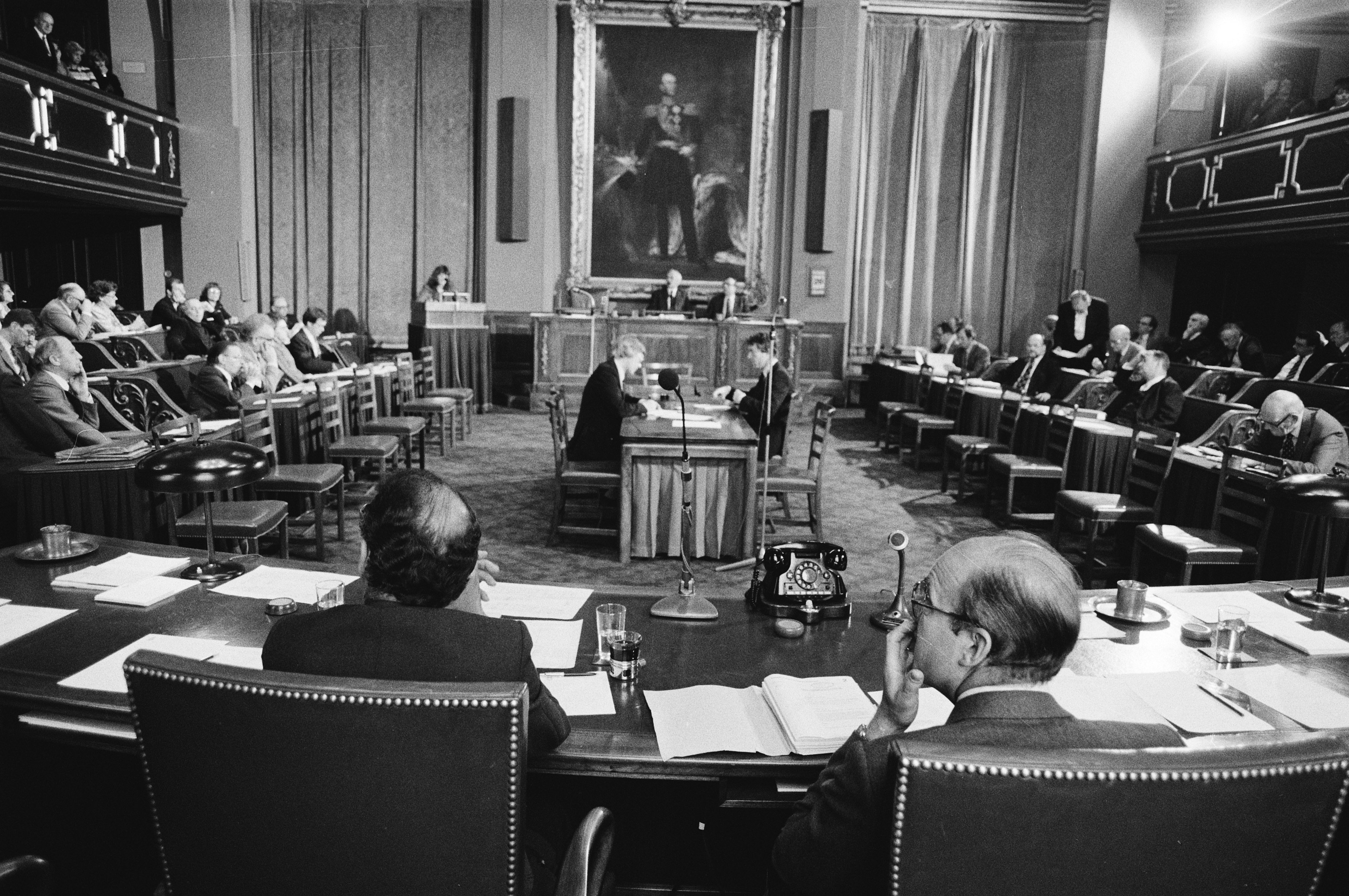
De Eerste Kamer behandelt het abortus-wetsvoorstel (28 april 1981).

De regelgeving omtrent abortus is vervat in het Wetboek van Strafrecht (Titel XIX A - Afbreking van zwangerschap) en de Wet afbreking zwangerschap (Wafz). Aan de Wafz liggen twee waarden ten grondslag. Enerzijds betreft dit de bescherming van ongeboren menselijk leven, anderzijds het recht van de vrouw op medische hulp bij ongewenste zwangerschap.
De Wafz kent een strafuitsluitingsgrond die inhoudt dat het teweegbrengen van een abortus legaal is, wanneer een arts de abortus uitvoert volgens de regels die de Wafz stelt. Daarvoor dient de arts onder andere vast te stellen dat de vrouw aangeeft zich in een "noodsituatie" te bevinden. De beslissing hierover ligt soeverein bij de vrouw. De verwekker van de foetus heeft expliciet geen recht op medezeggenschap. De Wet op de geneeskundige behandelingsovereenkomst (WGBO) bepaalt verder dat minderjarigen boven de 16 volledig handelingsbekwaam zijn ten aanzien van het aangaan van een geneeskundige behandeling, zoals abortus. Meisjes jonger dan 16 moeten hierover met hun ouders overleggen.
De Wafz bepaalt niet tot in welk stadium van de zwangerschap de arts abortus mag uitvoeren. Artikel 82a van het Wetboek van Strafrecht bepaalt echter dat "het doden van een vrucht die naar redelijkerwijs verwacht mag worden in staat is buiten het moederlichaam in leven te blijven" gelijk staat aan "een ander, of een kind bij of kort na de geboorte, van het leven beroven". Op basis van de huidige stand van de medische wetenschap mag volgens de ministeries van Volksgezondheid en Justitie daarom abortus op menselijke foetussen in Nederland tot 24 weken (5,5 maanden) na de bevruchting uitgevoerd worden als aan een aantal regels voldaan is. Een van die regels is dat de abortus moet worden uitgevoerd door een medicus in een kliniek of ziekenhuis dat een "abortusvergunning" heeft gekregen. De bedenktijd van minimaal 5 dagen is in 2023 afgeschaft.

### Vergunning
Een abortus mag alleen worden verricht door een arts in een ziekenhuis of kliniek, waaraan door de minister van VWS een vergunning is verleend. Er bestaat een vergunning voor de afbreking van zwangerschappen tot en met 13 weken (eerste-trimesterabortussen) daarnaast is er een strengere vergunning voor zwangerschappen die langer dan 13 weken hebben geduurd (tweede-trimesterabortussen). Bij tweede-trimesterabortussen is de kans op complicaties groter, waardoor bijvoorbeeld bepaald is dat er altijd twee artsen aanwezig moeten zijn.

### Noodsituatie
Een zwangerschap mag gerechtvaardigd worden afgebroken wanneer de noodsituatie waarin de vrouw verkeert, haar onontkoombaar maakt. Het begrip noodsituatie is echter niet of nauwelijks duidelijk omlijnd. In de parlementaire stukken is wel een soort van algemene omschrijving van het begrip te vinden. Het zou gaan om de toestand van geestelijke nood waarin de vrouw is komen te verkeren door haar ongewenste zwangerschap zonder dat er sprake is of behoeft te zijn van dreigend fysiek of psychisch letsel. In de Wafz zelf is geen omschrijving van het begrip noodtoestand te vinden. De wetgever heeft destijds bewust het begrip niet nader kunnen en willen afbakenen. Dit omdat de situaties van nood te zeer uiteenlopen en derhalve niet in algemene termen te omschrijven is wanneer van een noodtoestand sprake is. Volgens de commissie die de Wafz aan een evaluatie heeft onderworpen, kan men het in de praktijk hanteren van het ongedefinieerde begrip noodsituatie als volgt samenvatten:
“De situatie waarin de vrouw verkeert en die geleid heeft tot het verzoek tot afbreken van de zwangerschap, behoort tot de elementen die de besluitvorming ten aanzien van abortus beheersen. In de besluitvormingsprocedure dient voorlichting te worden gegeven over alternatieve oplossingen voor de (nood-)situatie waarin de vrouw zich bevindt. Als deze volgens de vrouw niet tot een oplossing van haar noodsituatie kunnen leiden, dient de arts een besluit te nemen over het al dan niet verrichten van de abortus. De arts kan zijn medewerking verlenen indien naar zijn inzicht, alle relevante omstandigheden in aanmerking genomen, de noodsituatie van de vrouw de abortus onontkoombaar maakt. Bij het nemen van deze beslissing moet het oordeel van de vrouw doorwegen, zonder dat de arts zich met een beroep op het enkele feit dat de vrouw de zwangerschapsafbreking wenst aan zijn eigen verantwoordelijkheid kan onttrekken. Het gaat om twee eigenstandige beslissingen: de vrouw beslist of zij de abortus wil, de arts beslist of hij dit voor zich zelf kan verantwoorden, zowel medisch als ethisch.”

### Besluit afbreking zwangerschap
Om aan al deze eisen te kunnen voldoen worden nadere regels gesteld in het Besluit afbreking zwangerschap, afgekort Bafz (art 5 lid 1 Wafz). Zo wordt in art. 3 Bafz bepaald dat een ziekenhuis of kliniek ervoor zorg zal dragen dat een arts een of meer gesprekken met de vrouw zal voeren. Daartoe zal door het ziekenhuis of de kliniek voldoende tijd en ruimte beschikbaar moeten worden gesteld. In de artt. 6, 7 en 8 Bafz worden nadere regels gesteld met betrekking tot verslaglegging, controle en nazorg.

### Strafrecht en abortuswet
Op het terrein van het strafrecht zijn twee artikelen van belang voor de abortuspraktijk. Dit zijn art. 82a en 296 Sr. In art. 82a staat het volgende te lezen:
‘Onder een ander, of een kind bij of kort na de geboorte, van het leven beroven wordt begrepen: het doden van een vrucht die naar redelijkerwijs verwacht mag worden in staat is buiten het moederlichaam in leven te blijven.’
Art. 296 lid 1 Sr luidt:
'Hij die een vrouw een behandeling geeft, terwijl hij weet of redelijkerwijs moet vermoeden dat daardoor de zwangerschap kan worden afgebroken, wordt gestraft met gevangenisstraf van ten hoogste vier jaar en zes maanden of geldboete van de vierde categorie.'
In de leden 2 tot 4 staan strafverzwarende omstandigheden ingeval het feit de dood van de vrouw tot gevolg heeft, de vrouw geen toestemming heeft verleend of het geval dat toestemming ontbreekt en eveneens het feit de dood van de vrouw tot gevolg heeft. In het vijfde lid staat een strafuitsluitingsgrond voor het geval een feit als in art. 296 lid 1 omschreven, is begaan in het kader van de Wafz.
Met art. 82a Sr wordt een uiterste termijn gesteld die in de Wafz niet genoemd wordt. Blijkens het artikel is het doden van een levensvatbare vrucht een misdaad tegen het leven gericht. Deze grens is in Nederland gesteld op 24 weken. Nederland is hiermee wereldwijd een van de zeven landen waarin abortus na 20 weken zwangerschap toegestaan is ongeacht de reden. Een afbreking van de zwangerschap na deze 24 weken termijn is dus niet langer een afbreking van de zwangerschap, maar een misdrijf tegen het leven gericht. Een arts die zich aan een dergelijk feit schuldig maakt kan zich dus niet op de strafuitsluiting van het vijfde lid beroepen nu niet langer van een behandeling volgens de Wafz kan worden gesproken nu deze behandeling verboden is.
Voor die gevallen waarin men wil overgaan tot een late zwangerschapsafbreking, bijvoorbeeld om ernstige complicaties voor de vrouw te voorkomen, kan een beroep op overmacht, art. 40 Sr worden gedaan.

### Kritiek op de wetgeving

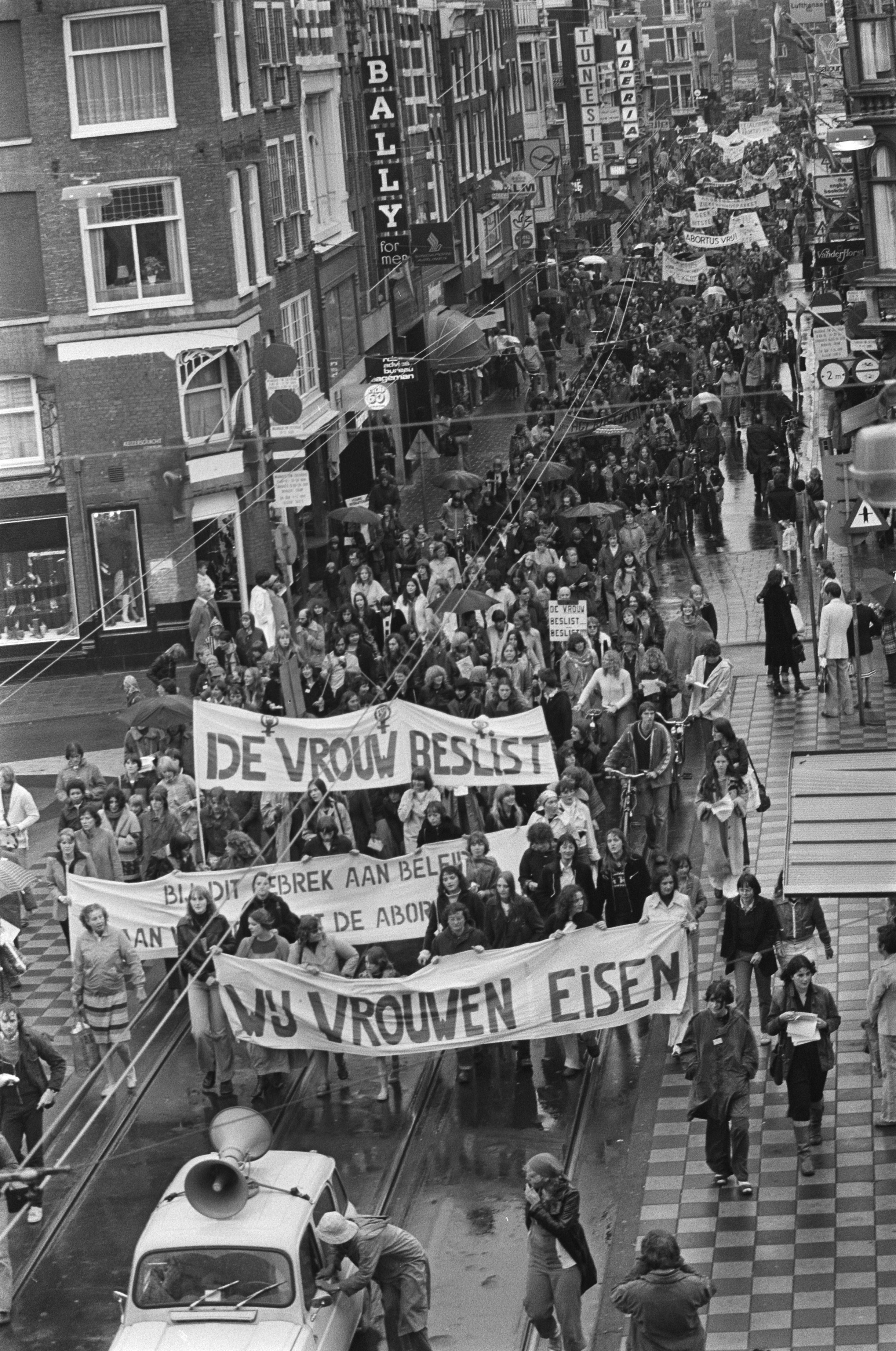
Wij Vrouwen Eisen marcheert door Amsterdam op 10 september 1977.

De actiegroep "Wij Vrouwen Eisen" streed vanaf de 1970er jaren voor drie concrete punten: de vrouw beslist, abortus uit het wetboek van strafrecht en in het ziekenfonds. Strikt genomen zijn geen van deze drie eisen ingewilligd. Door een beroep te doen op het bewust vaag gehouden begrip 'noodsituatie' is er weliswaar toegang tot medisch verantwoorde abortus, het is echter niet het recht op abortus, waarvoor gestreden is. Het doel was, dat de vrouw zelf kan beschikken over haar lichaam (bekend is in dit verband de leuze 'baas in eigen buik'). Abortus is nog steeds opgenomen in het wetboek van strafrecht. De kosten van het laten uitvoeren van een abortus wordt niet via het ziekenfonds maar via de AWBZ gefinancierd, die een bredere dekking biedt. Hiermee is de derde eis vergaand ingewilligd: abortus is ook beschikbaar voor vrouwen met bijvoorbeeld een uitkering.
Buiten de kritiek op het toelaten van abortus uit ethische en religieuze gronden (zie Ethische kwesties rond abortus provocatus) zijn er ook specifieke elementen van de Wafz waarop kritiek bestaat. De zogenaamde vaderbeweging voert aan, dat de biologische vader een recht van medezeggenschap zou moeten hebben, wat zou kunnen betekenen dat de beslissing om een abortus uit te laten voeren niet louter de keus van de zwangere vrouw is, maar dat de belangen van de man meegewogen worden. Dat dit niet is geregeld wordt door sommigen als een vorm van discriminatie beschouwd.
De meeste kritiek oogst het begrip 'noodsituatie' en de wijze waarop daaraan (geen) vorm wordt gegeven. Door sommige medici worden vraagtekens gezet bij de huidige limiet van 24 weken, omdat door het voortschrijden van de techniek er ook bij iets jongere leeftijd reeds sprake kan zijn van levensvatbaarheid buiten de baarmoeder, al zijn de levenskansen van een zoveel te vroeg geboren kind nog steeds bijzonder laag.
Bij een evaluatie uit 2005 van de Wet afbreking zwangerschap door het Academisch Medisch Centrum Amsterdam, in opdracht van het zelfstandig bestuursorgaan ZonMw, was een van de conclusies van het rapport dat de bedenktijd van vijf dagen geschrapt moest worden. De opstellers van het rapport pleitten voor een flexibele bedenktijd, die door de arts per patiënt bepaald moet worden. De verplichte bedenktijd is sinds de invoering van de wet een punt van discussie geweest. Voorstanders van het recht van de vrouw om zelf te beslissen (in de Verenigde Staten "pro-choice" genoemd), vinden het een bevoogdende bemoeienis met de zwangere, die naar hun visie al voordat zij een eerste afspraak maakte voor een abortus haar opties overwogen heeft. Tegenstanders van legalisering van abortus ("pro-life") vinden dat deze bedenktermijn noodzakelijk is om vrouwen tot een weloverwogen beslissing te laten komen. Op 10 februari 2022 stemde de Tweede Kamer in met een wetsvoorstel dat de verplichte bedenktermijn schrapt, en dit in plaats daarvan aan de huisarts overlaat aan wie om een verwijzing wordt gevraagd, op 21 juni 2022 stemde ook de Eerste Kamer in. De wetswijziging is per 1 januari 2023 in werking getreden.

## Cijfers in Nederland
Anno 2005 hadden 108 ziekenhuizen en 17 abortusklinieken een abortusvergunning. De gespecialiseerde klinieken voeren 95% van de abortussen uit.
Volgens de gegevens van de Inspectie Gezondheidszorg en Jeugd is het aantal aangegeven abortussen op in Nederland woonachtige zwangere vrouwen gestegen van 17.251 in 1985, tot 28.437 in 2001. Het aantal abortussen (inclusief overtijdbehandelingen) op in Nederland woonachtige vrouwen stabiliseerde zich sinds 2002 tussen de 28.000 en 29.000 per jaar, terwijl het totaal aantal uitgevoerde abortussen in diezelfde periode tussen de 33.000 en 34.000 per jaar lag.
Het percentage van de zwangerschappen van in Nederland woonachtige vrouwen dat beëindigd wordt met een abortus provocatus is sinds 1990 gestaag gestegen: daar waar in 1990 één op de tien zwangere vrouwen een abortus liet uitvoeren, was dit in 2006 bijna één op de zeven. Sinds 2000 is het aantal abortussen stabiel, in 2008 lag dit aantal op 33.000.
Het abortuscijfer - dit is het aantal abortussen per duizend vrouwen en meisjes in de vruchtbare leeftijd - in Nederland was in 2004 8,7. Hoewel dit cijfer na een daling in de jaren zeventig, sinds 1990, toen het 5,2 bedroeg, is gestegen, is het aantal abortussen in andere westerse landen vaak hoger.

## Hulpverlening
Hulp bij ongewenste zwangerschap wordt geboden door een van de 14 abortusklinieken in Nederland. Anno 2013 werd 92% van de zwangerschapsafbrekingen uitgevoerd in deze klinieken. De andere ingrepen werden gedaan door gynaecologen in ziekenhuizen.:p. 10 In 2017 lieten in Nederland 30.523 vrouwen hun zwangerschap afbreken; 11% van de behandelingen werd uitgevoerd bij vrouwen die hiervoor naar Nederland reisden.
Indien een vrouw zelf twijfelt over of zij een zwangerschap wel of niet wenst af te breken, wordt zij dikwijls verwezen naar een Fiom Bureau of de Siriz. Dit zijn gespecialiseerde bureaus voor maatschappelijk werk.

## Anti-abortusprotesten en -acties

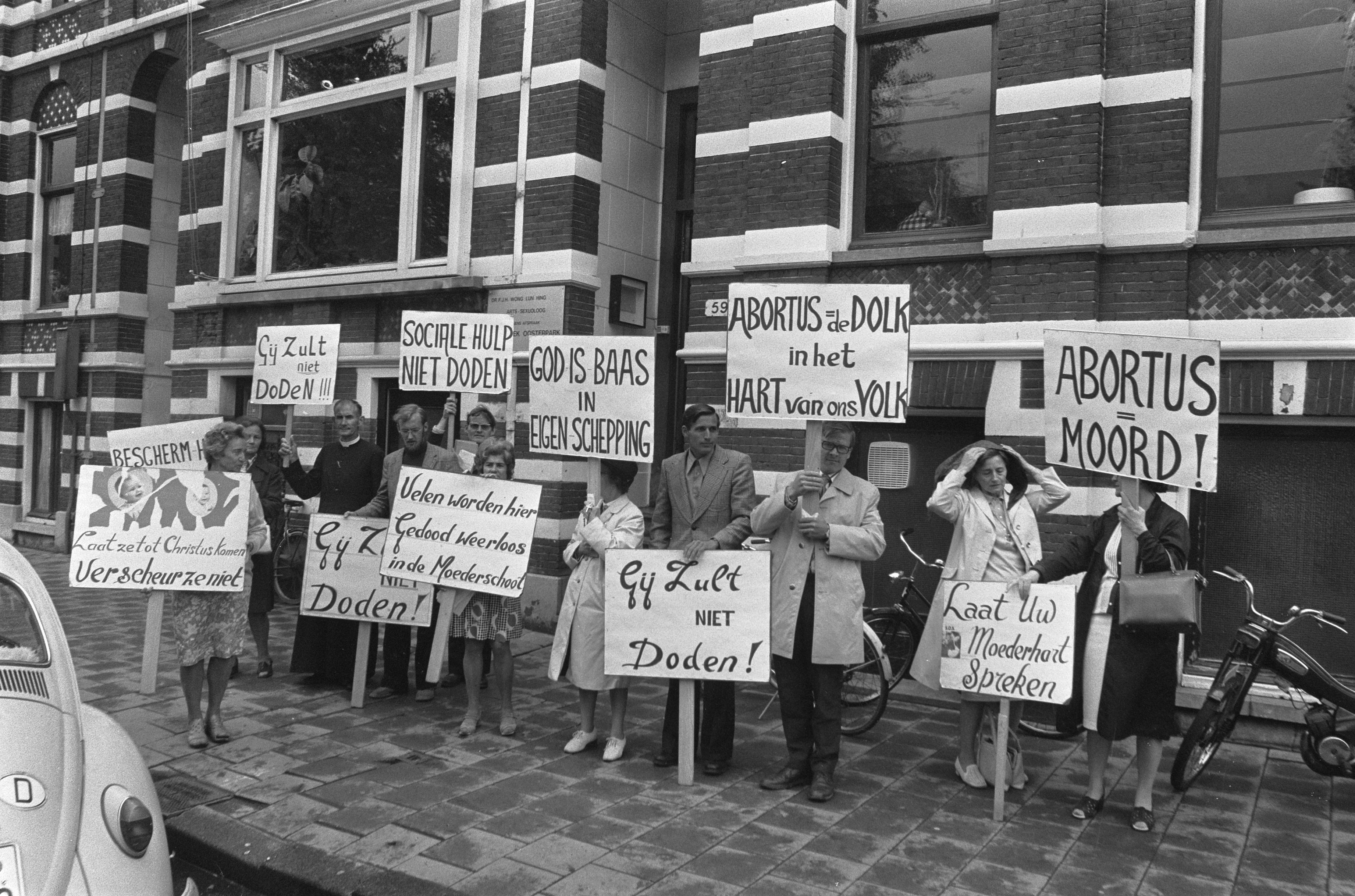
Anti-abortusdemonstratie bij de Amsterdamse Oosterparkkliniek (1974)

Al in de jaren 1970 waren er straatprotesten tegen abortus. Anti-abortusdemonstranten eisten dat alle klinieken zouden worden gesloten onder de slogan 'Abortus is moord'.

### Acties "Rescue"-beweging
Vernielingen Bloemenhovekliniek 1989
In 1986 werd in de Verenigde Staten de Rescue-beweging opgericht, wier militante activisten daar verschillende abortusklinieken vernielden en abortusartsen zelfs thuis bedreigden. Anno 1990 waren er al 30.000 activisten gearresteerd en velen hadden celstraffen gekregen. In 1989 richtten de overgebleven leden van deze beweging de internationale groep 'Rescue Outreach' op met een kantoor in Londen, waarvandaan werd gepoogd om met gewelddadige acties ook in Europa de pro-lifebeweging te laten radicaliseren. De stichting "Michaël, red het leven" werd de Nederlandse tak van Rescue Outreach. Op 9 september 1989 drongen 14 actievoerders (waarvan sommigen uit de Verenigde Staten, Canada en Australië kwamen) van "Michaël, red het leven" de Bloemenhovekliniek binnen en richten grootschalige vernielingen aan de apparatuur aan voor vele duizenden guldens. Twee activisten die zich voordeden als klanten hadden een afspraak gemaakt; eenmaal binnen deden ze de brandtrapdeur open voor hun kameraden.:23:40 De anti-abortusactivisten vielen patiënten in hun bedden lastig met plastic foetussen en praatten op hen in, vernielden de lift, alle instrumenten uitgepakt, de zuigpomp kapotgemaakt, de slangen doorgeknipt. Bovendien hadden ze kinderen meegenomen en in alle ruimtes van het gebouw gestopt om gebedjes te prevelen. De politie moest de militanten het gebouw uit slepen. Alle deelnemers werden gearresteerd en de buitenlandse activisten later het land uitgezet. De verschrikte patiënten moest psychische nazorg worden verleend; de kliniek werd extra beveiligd.
Latere invallen en blokkades "Michaël"
De militanten van "Michaël, red het leven" drongen daarna nog vele abortusklinieken binnen: het Mildredhuis in Arnhem (december 1989), de dr. Stormkliniek in Rotterdam (april 1990) en opnieuw Bloemenhove in Heemstede (mei 1990). Ze blokkeerden ook enige tijd de ingang van de klinieken in Leiden (november 1989), Den Haag (februari en maart 1990) en weer Rotterdam (juni, augustus en oktober 1990), waarbij de politie meerdere keren moest ingrijpen en pro-lifers arresteren. Stimezo was de gewelddadige intimidatie beu en sleepte Michaël in november 1990 voor de rechter met de eis dat anti-abortusactivisten niet binnen een straal van 250 meter om de kliniek heen mochten komen. Op 14 december willigde de rechter de eis van Stimezo in en kreeg Michaël een straatverbod van 250 meter rondom de dr. Stormkliniek: zij mochten gebruikmaken van hun recht op vrijheid van meningsuiting, maar niet de openbare orde verstoren en de kliniek en haar patiënten niet verhinderen in hun bezigheden.
Eind 1989 werd ook een poging tot brandstichting gedaan bij Stimezo Eindhoven. Op 19 februari 1991 is er zelfs een bomaanslag gepleegd op het gebouw waar de kliniek van Stimezo Eindhoven net uit verhuisd was, al was het naambord nog aan de buitenkant bevestigd. Geen van beide aanslagen is opgeëist.
Een deel van de Nederlandse anti-abortusactivisten wees deze methodes af. In het Reformatorisch Dagblad schreef Huub Franssen in maart 1991 over deze en soortgelijke anti-abortusacties: 'Het staat onomstotelijk vast dat wij ons niet kunnen en mogen neerleggen bij het feit dat abortus in ons land is gelegaliseerd. Maar (...) dit soort gewelddadige acties moet zonder meer worden afgewezen. (...) Dit is kwaad met kwaad vergelden.'

### 21e-eeuwse protesten
Bij bijna alle abortusklinieken in Nederland vinden er in de vroege 21e eeuw weleens stille of luidruchtige protesten plaats door christelijke anti-abortusdemonstranten (bijvoorbeeld van de groepering Schreeuw om Leven, de VBOK:0:57 en Recht zonder Onderscheid) die cliënten proberen te beïnvloeden en van mening te veranderen. Zo worden vrouwen in de buurt van klinieken bijvoorbeeld uitgemaakt voor 'moordenaar', worden deursloten dichtgekit en buitenmuren beplakt met teksten als ‘Abortus is moord’. Eind 2001 meldde De Fabel van de illegaal dat er sinds mei 2001 drie keer per week door 12 christenfundamentalistische vrouwen van de Rhemakerk werd geprotesteerd voor de abortuskliniek in Leiden, waarvoor zij bezoeksters van abortus probeerden af te praten en het personeel lastigvielen met vragen als 'hoeveel heb je er vandaag gedood?'. De Fabel organiseerde daarop tegendemonstraties.
Anno 2007 meldde de VBOK dat zij al 33 jaar op de eerste maandag van de maand demonstreerden en baden bij het Mildredhuis in Arnhem.:0:57 Bij de voormalige abortuskliniek CASA Houten (2014–2017) werd bijna elke maandag- en woensdagochtend door Schreeuw om Leven gedemonstreerd, bij de opening in 2014 honderden plastic foetusvormige poppetjes op straat gelegd en in 2016 minstens drie keer door onbekenden met verf met anti-abortusleuzen beklad. In oktober 2017 vertelde Madelon van Ingen, directeur van Stimezo Zwolle 2005–2017, dat er elke maand nog wel een groepje gepensioneerde mannen bij de Zwolse abortuskliniek kwam protesteren. Directeur Gerrit Zomerdijk van de Rotterdamse kliniek meldde in maart 2019 dat demonstranten zich niet hielden aan de bepaling dat ze alleen aan de overkant van de straat mogen staan en dat de protesten steeds intenser en brutaler worden. Dezelfde maand vertelde een oud-medewerkster van het Vrelinghuis in Utrecht dat vrouwen bij hun kliniek steeds vaker werden lastiggevallen en zei dat het triest was dat demonstranten vrouwen op hun meest kwetsbare moment probeerden te pakken. Het Vrelinghuis had buiten al een bord opgehangen om bezoekers te waarschuwen: 'Let op agressieve anti abortus demonstranten' [sic]. In april 2019 meldde Mildred Clinics in Eindhoven dat er elke laatste dinsdag van de maand demonstranten tegenover de kliniek staan te protesteren die vrouwen lastigvallen.

### Maatregelen
Anno 2017 was het legaal om zonder vergunning bij abortusklinieken demonstreren, maar er gold wel een meldingsplicht: wie wil demonstreren moet dat minstens vier dagen van tevoren laten weten.:2:25 De gemeente Zwolle had eerder al extra regels opgesteld, zoals een maximum van 8 demonstranten en dat zij niet recht voor de ingang van de kliniek mochten staan maar wel om de hoek. In december 2017 riep de nieuwe directeur Desiree Knol van Stimezo Zwolle de gemeente op om extra maatregelen te nemen door een stijging van incidenten, waarin zij ondersteund werd door de lokale VVD. Veel mensen zijn van mening dat het demonstreren bij abortusklinieken ongepast is; zo bleek uit een opiniepeiling van Omroep MAX dat 58% het oneens was met de stelling 'Demonstreren voor de deur van een abortuskliniek moet mogen', terwijl 42% het er wel mee eens was.:3:36 Gezien het feit dat midden jaren 2010 de anti-abortusdemonstranten agressiever leken te worden en het aantal incidenten toe te nemen, begon in september 2018 het Humanistisch Verbond daarom een campagne voor betere bescherming van vrouwen in de buurt van klinieken en ijverde ervoor dat er bufferzones dienden te worden ingesteld. Anno 2019 bestonden dergelijke zones behalve in Zwolle ook in Rotterdam en Roermond.
Minister van Volksgezondheid Hugo de Jonge (CDA) steunde de petitie van het HV en riep daarom in het voorjaar van 2019 de veertien gemeenten met een abortuskliniek op om demonstratie-vrije bufferzones in te stellen. Dit veranderde echter weinig aan de situatie en daarom kwamen het Humanistisch Verbond en De Bovengrondse met een eigen plan: een buddysysteem voor vrouwen zodat ze niet alleen langs de demonstranten moeten lopen. In juni 2019 hadden al bijna 3000 mensen zich vrijwillig aangemeld als buddy, die een patiënt naar de abortuskliniek en ervandaan begeleidt. Op 11 juni werd er in de Tweede Kamer vergaderd over extra maatregelen, waarbij oppositiepartijen GroenLinks, PvdA, SP, Partij voor de Dieren en 50PLUS en regeringspartijen VVD en D66 hamerden in een gezamenlijke oproep op het recht voor vrouwen om veilig, vol vertrouwen en zonder intimidatie te kunnen kiezen voor een abortus. Het CDA was van mening dat demonstreren wel mag maar intimideren niet, de PVV vond dat alles mocht zolang er geen geweld gebruikt werd, SGP-leider Kees van der Staaij verdedigde het recht van 'counselors' om op bezoeksters van abortusklinieken in te praten en beweerde dat anti-abortusactivisten ook weleens worden geïntimideerd. FVD was niet bij het Kamerdebat aanwezig, maar FVD-leider Thierry Baudet werd door GroenLinks en D66 verweten ook het vrouwenrecht op abortus te willen ondermijnen. Minister de Jonge (CDA) benadrukte opnieuw dat wat hem betreft het aan de gemeenten is om bufferzones in te stellen en niet aan hem als minister.
In maart 2020 meldde Stimezo Zwolle dat er minstens twee ochtenden per week een vertegenwoordigster van Schreeuw om Leven bezoeksters aansprak en dikwijls vrouwen zodanig intimideerde dat zij huilend binnenkwamen. De kliniek voelde zich gemiddeld twee keer per maand genoodzaakt om de politie te bellen bij ernstige gevallen van intimidatie, zei directeur Margreet Jansen. Samen met het Humanistisch Verbond en De Bovengrondse bepleitte Stimezo bij de gemeente om een bufferzone in te stellen, ook voor demonstranten die in hun eentje staan te demonstreren en daarom geen vergunning van de gemeente nodig hebben, maar desondanks bezoeksters wel psychologische schade kunnen doen.
In februari en mei 2020 verordonneerde de gemeente Heemstede demonstranten om aan de overkant van de straat (ingangzijde) of op 25 meter afstand (achterzijde) van de Bloemenhovenkliniek te gaan staan. De Duitse anti-abortusorganisatie Donum Domini (Latijn voor 'Geschenk van de Heer') spande daarop een rechtszaak tegen de gemeente aan, omdat ze op grond van de vrijheid van vergadering en betoging het recht meende te hebben om vrouwen die de kliniek bezoeken persoonlijk aan te spreken om te proberen hen van gedachten te veranderen. De Rechtbank Noord-Holland in Haarlem oordeelde in juli 2020 echter dat het persoonlijk aanspreken van vrouwen die de kliniek willen binnengaan 'niet geldt als een betoging en dus niet wordt beschermd door de Grondwet. Het gaat namelijk niet om 'het uitdragen van een maatschappelijk probleem, maar het aankaarten van een individuele zaak bij een individueel persoon',' en dat is een 'wanordelijkheid'. Betogers mogen alleen praten met vrouwen die abortusklinieken bezoeken als die vrouwen zelf instemming daartoe verlenen door het initiatief te nemen, namelijk door de straat over te steken en uit eigen beweging met de betogers in gesprek te gaan.